# The Rime of the Ancient Mariner

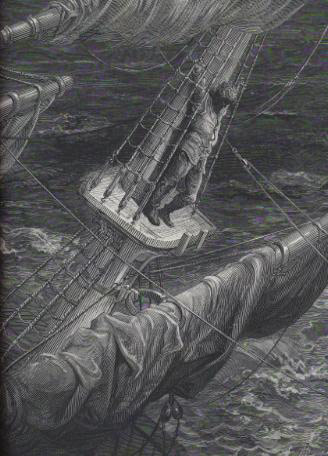
Illustratie bij The Ancient Mariner door Gustave Doré

The Rime of the Ancient Mariner (De Ballade van de Oude Zeeman) is een lang, strofisch gedicht van Samuel Taylor Coleridge uit de invloedrijke bundel Lyrical Ballads die hij en William Wordsworth in 1798 uitgaven. Coleridge nam het gedicht ook op in zijn bundel Sibylline Leaves uit 1817.

## Drukgeschiedenis
The Ancient Mariner verscheen in de eerste editie van "Lyrical Ballads" in 1798. In de tweede editie ervan, in 1800, werden aanzienlijke wijzigingen aangebracht. In de twee daaropvolgende drukken, die van 1802 en 1805, bleef het gedicht vrijwel hetzelfde. Het werd in 1817 ook opgenomen in Coleridges gedichtenbundel Sibylline Leaves, met weer enkele belangrijke veranderingen, waaronder de toevoeging van het Latijns motto en glossen in de marge van de tekst. Pas in Coleridges Poetical Works uit 1828 en 1829 verscheen het gedicht in de vorm die we nu kennen. Op enkele details na was de versie van Sibylline Leaves overgenomen. Van de ontstaansgeschiedenis van het gedicht bracht Coleridge later zelf verslag uit in de Biographia Literaria.

## Inhoud
Een zeeman (de mariner uit de titel) schiet op zee zonder duidelijke reden een albatros neer. Hiervoor worden hij en de rest van de bemanning gestraft door hogere machten. De bemanning is woedend op de zeeman, want zij geloven dat hij hun door zijn daad de zuidenwind heeft gebracht, die hen wegvoert uit het Antarctisch gebied:
Ah, wretch, said they / the bird to slay / that made the breeze to blow.

Jij ellendeling, zeiden ze / die de vogel doodde / en zo de wind deed waaien.
De zuidenwind, die hen aanvankelijk wegvoerde van het land van ijs, zendt nu het schip in onbekende wateren, waar het vervolgens windstil wordt. Ze zijn omgeven door water, het schip dreigt het te begeven en er is geen drinkwater meer:
Water, water, everywhere,

And all the boards did shrink;

Water, water, everywhere,

Nor any drop to drink.

Water, water, overal,

en alle planken krimpen;

Water, water, overal,

geen druppel om te drinken.
De zeeman, die als teken van boetedoening de dode albatros om zijn nek dient te dragen, is de enige op het schip die niet omkomt van dorst. Als hij in een halfdelirische toestand een aantal waterslangen zegent, valt de albatros van zijn nek en wordt zijn schuld uitgewist. Het schip komt op miraculeuze wijze in de thuishaven aan waar de zeeman de absolutie krijgt van een heremiet. Vanaf dan zwerft hij rusteloos de wereld rond om aan iedereen zijn verhaal te vertellen.

## Nederlandse vertalingen
De eerste vertaling in boekvorm van The Rime of the Ancient Mariner was van de hand van de Groningse talenleraar en publicist G.B. Kuitert (1855-1927). Het boek werd met de titel De oude Zeeman. Gedicht uitgegeven te Groningen bij de Erven B. van der Kamp in 1896, met een inleiding van de vertaler.
In 1931 verscheen De ballade van den oud-matroos in een vrije bewerking door Nico Donkersloot, onder zijn pseudoniem Anthonie Donker, in de serie Kaleidoscoop van A.A.M. Stols. In 1944 maakte Donkersloot een meer letterlijke vertaling, die voor het eerst werd gepubliceerd in 1949 in het tijdschrift De Nieuwe Stem en in boekvorm in de reeks De Ceder bij uitgeverij Meulenhoff (1954). Deze werd opnieuw uitgegeven, maar nu met illustraties van Mart Kempers, door Stichting De Roos in 1967. Een herdruk van de vertaling met geheel andere illustraties verscheen in de serie Illustrated Classics (1970). 
Onder de titel Het Lied van de oude Zeeman werd het gedicht uitgebracht in een door Rik van Steenbergen gemoderniseerde vertaling bij uitgeverij Ridderhof (1979), herdrukt voor Rebo Productions (1987), beide met de 19e-eeuwse illustraties van Gustave Doré. En in 2002 werd een nieuwe vertaling door Wouter Blok gepubliceerd bij Athenaeum-Polak & Van Gennep. Ten slotte vertaalde Jabik Veenbaas de hele bundel Lyrical Ballads van Coleridge en Wordsworth uit 1798 als Lyrische balladen, een boek dat in 2010 eveneens bij Athenaeum-Polak & Van Gennep werd uitgegeven, in de Perpetua-reeks.

## Verwijzingen naar het gedicht
- In de film Serenity verdedigt Malcolm Reynolds, de kapitein van het schip, de stelling dat het meisje River Tam dat op zijn schip is, als een albatros is voor de bemanning nadat degene die haar probeert te doden haar met die albatros vergelijkt. Hij zegt dat de albatros geluk bracht tot "some idiot killed it" (een of andere idioot hem doodde). Als hij zich vervolgens tot Inara richt zegt hij: "Ja, ik heb een gedicht gelezen, probeer niet flauw te vallen." Het is een duidelijke verwijzing naar het gedicht van Coleridge. Aan het einde van de film noemt hij River "Little Albatross."
- Een citaat uit dit gedicht staat op de gedenkplaat op het graf van de Britse aristocraat Denys Finch Hatton (Ngong-gebergte in Kenia): He prayeth well, who loveth well both man and bird and beast ("Goed is het gebed, van wie de liefde heeft / voor mensen en vogels en dieren").
- Iron Maiden maakte gebaseerd op dit gedicht het lied Rime of the Ancient Mariner, terug te vinden op het album Powerslave.
- In het Donald Duck-verhaal The Not-so-ancient Mariner (Carl Barks, 1966) speelt dit gedicht een centrale rol. In de Nederlandse vertaling (zoals verschenen in het weekblad Donald Duck 1992/25 onder de naam Naar zee!) luidt de passage waarin de zeeman de albatros neerschiet: Ach en wee ben ik de klos, met mijn boog schoot ik een albatros.[2]
- De Britse band Bastille heeft een lied gemaakt over The Rime of the Ancient Mariner, genaamd 'Weight of Living pt. 1'. Het lied was een hidden track op het album 'Bad Blood'.
- Het werk is door de Nederlandse componist Nico de Rooij op muziek gezet en in 1998 in Nederland ten gehore gebracht.
- Het werk is door de Engelse componist David Bedford op muziek gezet en in 1975 op lp uitgebracht.